# 魔法戦士シンフォニックナイツ
『魔法戦士シンフォニックナイツ』（まほうせんしシンフォニックナイツ）は、Triangleより2007年3月30日に発売された18禁陵辱アドベンチャーゲームで、『魔法戦士シリーズ』の第4作目である。
Triangleが発売したAVGの中でも人気作品となった魔法戦士スイートナイツの続編として開発され、ヒロイン自らが陵辱シチュエーションを実況してくれるという、スイートナイツで確立された独特のスタイルを継承している。また、スイートナイツに登場したキャラクターも若干ながら再登場する。
2007年9月28日には、アナザーストーリーである魔法戦士エリクシルナイツが発売した。

## ストーリー

### 魔法戦士シンフォニックナイツ -女神を継ぐ乙女たち-
前シリーズ『魔法戦士スイートナイツ』の物語より数年を経た地上界。魔力に満ちた異世界ロアからの度重なる侵略を受けた事で、世界の構造は思いもよらぬ変調を迎えていた。地上界における魔力の生成と集積。その影響は、魔力を利用する犯罪者や異世界に住む魔物の出現という形となって現れ始めていた。しかし、それらの異状は大事に至る前に何者かの干渉により闇へと葬られ、世界は表向き安寧を維持していた。そして、その魔力の集積地に、大企業・百合瀬財閥によって魔力集積都市「エクセリウム」が建設された。
顕在し始めた魔力を科学的に解明し、その無限に等しい可能性に逸早く気付いた大企業インペリオの若き研究員「雨塚鷹佑（あまつか ようすけ）」。メッツァー・ハインケルと名乗る男から、内に秘めた野望を実現に導く方法を示され、その誘いに乗ることを決意した雨塚は、メッツァーより託された彼の副官ココノ・アクアの魔導クローン「セラフィ」を伴い、自らも強化スキンを纏った戦士「ファルケ」となって陰謀を張り巡らせる。
だが、ファルケの前には、かつて世界の危機を救うべく立ち上がった魔法戦士「スイートナイツ」達の志を受け継いだ新たなる魔法戦士「シンフォニックナイツ」が立ちはだかった。

## 主な登場人物

### ファルケ関連
雨塚鷹佑（あまつか ようすけ）/ファルケ
今作の主人公。大企業インペリオの研究員であったが、メッツァーとの出会いを機に自らの野望に目覚め、強化戦士「ファルケ（独語で「隼」）」を名乗り世界征服の野望実現のため行動を開始する。インペリオのラボを活動拠点に据え、本業の傍ら自ら開発した強化服「強化スキン」の改良を始めとする魔導戦力の拡充に勤しみ、さらに副業として莉々奈の家庭教師もこなし、彼女から情報収集を行う。
地上の人間で、しかも科学者なだけあってメッツァーや後にエリクシルナイツに登場したシルヴァと違い物腰は柔らかいが、力を手にするまでは鬱屈した人生を送ってきたためかシンフォニックナイツを誘き出すために民間人を多数殺すなど（メッツァーもシルヴァもそこまではしていない）、時折見せる行動や言動には彼ら以上に冷酷さや卑劣さが目立つ。また、年頃の少女でありながら、自らを犠牲にしてまで魔法戦士として戦う莉々奈には、哀れみを抱いてもいる。
セラフィ（声：茶谷やすら）
プライマリーと呼ばれる魔導クローン。魔導演算器やシミュレータシステムを体内に備える人間型コンピュータで、ココノ・アクアの容姿と性格を転写されている。雨塚が野望を実行に移す事を決意した際にメッツァーによって託され、以後雨塚（ファルケ）のパートナーとして行動を共にする。しかしその本当の任務は、メッツァーの目論見に反する可能性のある鷹佑の監視にあった。
原型となったココノに比べ口調が事務的で、やや温かみに欠けていたが、鷹佑との関わりを経て次第にココノとも違う独立した明確な意思を持つようになり、本来の主であるメッツァーに背いてまで自らの意思で鷹介に付き従うようになる。プライベートでは、鷹介のことを「局長」と呼ぶ。
それ以降の鷹佑への忠誠には並々ならぬ物があり、20人近い数の魔法戦士が参戦する「セイクリッドグラウンド」の劇中でメッツァーによって行われた調教に最後の瞬間まで抵抗してみせた（最終的にはメッツァーに屈服させられてしまうが、それもあらかじめココノによって仕込まれていた記憶初期化システムによる強制的なものであり、他のキャラのように快楽に溺れての事ではない）のは数多く居る参戦キャラクターの中で唯一彼女だけであり、俗に言う「愛」という概念を抱いている可能性もある。
ココノが弓矢型の武器を使用していたのと対照的に、ボウガン型の武器を使用する。
アン/ベレッタ/チェスカ（声：茶谷やすら）
セラフィと同じくココノ・アクアをモチーフとした3人の魔導クローンで、外見はセラフィと全く同じ。プロダクツと呼ばれている。ファルケが人手不足である事から、ココノによって新たに配属された。セラフィよりも後に生み出された為、独立した人格はまだ備えていない。
3人の名付け親はセラフィであり、ロアの神話に登場する冥府の王の従者である3姉妹の名称が由来となっている。

### ミネルヴァ・ガード
百合瀬莉々奈（ゆりせ りりな）/シンフォニックリリー（声：幸代彩里）
- 誕生日：8月26日
- 血液型：A型
- 体重：42kg
- 身長:157cm
- スリーサイズ:87/56/86

地上の人間で5番目に魔法戦士になった少女。
世界有数の百合瀬財閥の令嬢。自分の出自に関してひけらかそうとはしないが、自分の立場等は十分自覚している。偶然魔力を持ってしまった事に悩んでいたが、魔法戦士であるスイートナイツの存在を知り、財閥の研究部門に強化変身システムの開発を命じ、同時に特殊防衛機関「ミネルヴァ・ガード」を創設。自らシステムの実験体となり、魔法戦士として活動する。
家庭教師として尊敬していた雨塚が自らの最大の敵ファルケである事に、当初は気付いていなかった。
甘樹菜々芭（あまぎ ななは）/シンフォニックシュガー（声：成瀬未亜）
- 誕生日：6月6日
- 血液型：AB型
- 体重：39kg
- 身長:149cm
- スリーサイズ:76/51/78

地上の人間で6番目に魔法戦士になった少女。
見た目は幼く、無表情であるが天才的な技術者である。一度集中すると周りが見えなくなってしまうのが欠点。自らの優秀すぎる頭脳を巡って、両親が争いの末に不運の死を迎えてしまった事に激しい自責を感じていたが、莉々奈との出会いを機に、自らの頭脳を平和の為に役立てる事を決意。ミネルヴァ・ガードの技術開発スタッフとして、瑠々香から教わった魔力技術の基礎理論を元に、M3システムやティアストーンドライブを開発するという大役を果たし、自らも魔法戦士になった。
莉々奈に対しては信頼以上の感情を抱いている。
霧沢瑠々香（きりさわ るるか）（声：桃井いちご）
- 誕生日：3月13日
- 血液型：O型
- 体重：50kg
- 身長:164cm
- スリーサイズ:89/58/88

百合瀬財閥のブレイン兼莉々奈の家庭教師。百合瀬財団によって建設された魔力集積都市「エクセリウム」の運営と、ミネルヴァ・ガードの司令官を任されている。莉々奈達にとっては姉のような存在。
大学時代、雨塚と同じ研究室に在籍しており、彼とは学友同士以上の関係となっていた。その為か雨塚に対してはぶっきらぼうだが、わずかながら彼に未練がある模様。
『魔法戦士エリクシルナイツ』の劇中において、実はパレキシアの王国側の人間である事が判明し、本名はルルカ・キュービアックである。王国魔導開発院に所属する理論魔導士であり、地上の魔力技術開発を誘導するべく、上官のステラ・イクシータの命令によって派遣されていた。

### その他
メッツァー・ハインケル
『魔法戦士スイートナイツシリーズ』の主人公。直接は登場しない。元は異世界ロアのゼーロウと呼ばれる犯罪結社の一員に過ぎなかったが、現在はクイーンティアナ率いる光の勢力と覇権を争う闇の勢力の首魁となっている。光の勢力の地上界への進出を牽制するため、雨塚にセラフィを差し向け、彼の野望を実行に移すよう促す。
ココノ・アクア（声：茶谷やすら）
前シリーズのヒロインで、セラフィのオリジナルである女性。引き続きメッツァーの副官を務めている。ファルケにアン、ベレッタ、チェスカの三人を派遣させるべく、地上に現れる。
リリクス（声：木村あやか）
ロアとは別の異世界パレキシアからやってきた、少女の姿をした「マテリオネット」と呼ばれる人造生命体。パレキシアを統べるアザハイド帝国からの脱走者シルヴァ・ラドクリフ（「エリクシルナイツ」に登場）を追跡して地上界に辿り着く。
立花亜梨子（たちばな ありす）（声：未来羽）
雨塚が出会う謎の少女。正体は、本作のアナザーストーリーである「魔法戦士エリクシルナイツ」のメインヒロインとなる魔法戦士、エリクシルライムである。